# Бекум-Кале
Бекум-Кале (чечен. Бекум-кхелла) — село в Шатойском районе Чеченской Республики.
Входит в Памятойское сельское поселение.

## География
Село расположено на правом берегу реки Верды-Эрк, к юго-востоку — от районного центра Шатой.
Ближайшие населённые пункты: на востоке — село Памятой, на юге — село Урдюхой, на юго-востоке — село Сатти, на западе — село Вярды и Гуш-Керт, на северо-западе — село Шатой.

## Население
| 1990 | 2002 | 2010 |
| ---- | ---- | ---- |
| 90   | ↗283 | ↘214 |

## История
В списке населённых мест Терской области по сведениям 1874 года, составленного Н. Зейдлицем имеются следующие сведения: аул Бекум-кале (1-й участок Аргунского округа) находится близ р. Аргун, число домов — 35, число жителей мужского пола — 85, число жителей женского пола — 89.
В 1883 г. в с. Бекум-кале число дворов — 41, число жителей мужского пола — 132, число жителей женского пола — 118, в селе имеется одна мечеть.